# Ultima Online: Kingdom Reborn
Ultima Online: Kingdom Reborn est un nouveau client du jeu de rôle massivement multijoueur Ultima Online qui est sorti le 27 juin 2007. Kingdom Reborn n'étant qu'une refonte graphique et technique d'Ultima Online, il est distribué gratuitement aux abonnés et n'est pas considéré comme une extension.
L'annonce officielle de l'extension a été précédée par la diffusion d'indices dans le jeu qui ont permis aux joueurs de trouver un lien pointant sur une animation flash et un message de la part des producteurs.

## Changements et Ajouts
Contrairement aux extensions précédentes qui ajoutaient des éléments au gameplay (donjons, villes, créatures...), Kingdom Reborn quant-à-lui apporte une refonte complète des graphismes du client.
- Nouveau système de macros
- Amélioration des graphiques du jeu (personnages, sorts, objets..)
- Nouvelle interface

## Liens
- Site officiel